# Beaumont-en-Diois
Beaumont-en-Diois é uma comuna francesa na região administrativa de Auvérnia-Ródano-Alpes, no departamento de Drôme. Estende-se por uma área de 17,65 km². Em 2010 a comuna tinha 110 habitantes (densidade: 6,2 hab./km²).